# 1907 ve fotografii

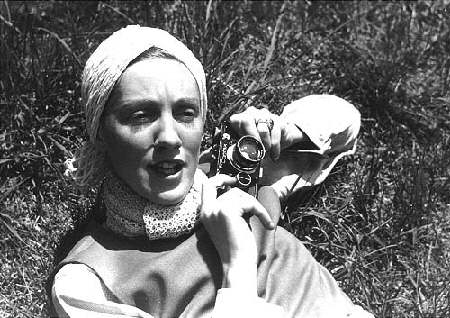
Toni Frissellová se v roce 1907 narodila

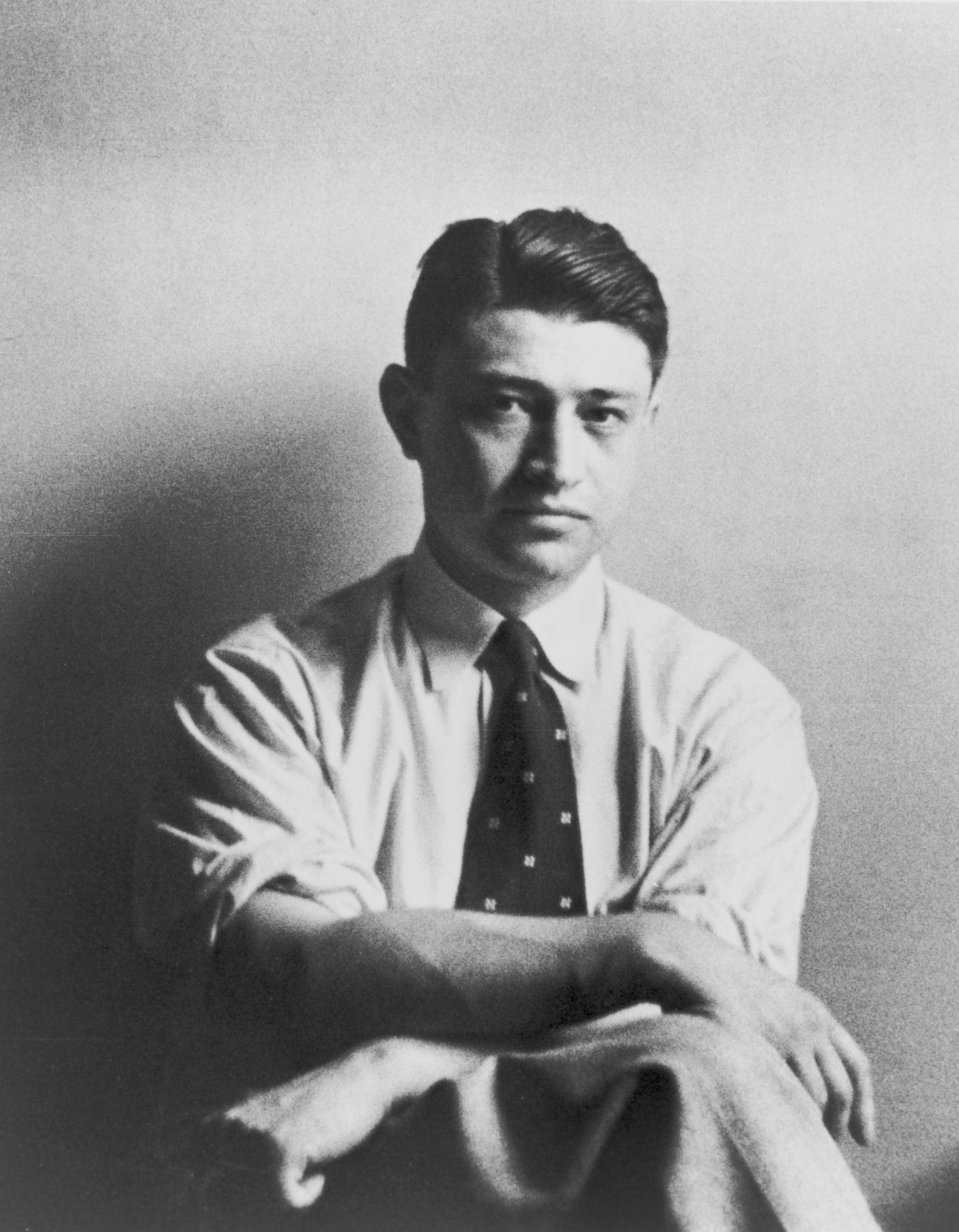
V roce 1907 se narodil také Carl Mydans

Tento článek obsahuje významné fotografické události v roce 1907.

## Události
- Autochrome Lumière byl první barevný fotografický proces uvedený na trh.
- Magazín L'Illustration se stal prvním francouzským časopisem, který jako první publikoval barevnou fotografii.
- Vyšla kniha L'Entrepont – Alfred Stieglitz
- Vyšla kniha Moi-nous-Boccioni – Umberto Boccioni

## Narození v roce 1907
- 1. ledna – Danilo Figol, ukrajinský muzeolog, fotograf a etnograf († 7. října 1967)
- 1. ledna – Léon Bouzerand, francouzský fotograf († 18. listopadu 1972)
- 14. února – Robert Manson (fotograf), francouzský režisér a fotograf († 24. srpna 2001)
- 17. února – Janusz Maria Brzeski, polský umělec, fotograf, grafik, ilustrátor ( 1. října 1957)
- 10. března – Toni Frissellová, americká fotografka († 17. dubna 1988)
- 21. dubna – Jošio Watanabe, japonský fotograf († 21. července 2000)
- 24. dubna – Gabriel Figueroa, mexický filmař a fotograf († 27. dubna 1997)
- 25. dubna – Herbert Matter, americký fotograf a grafik švýcarského původu († 8. května 1984)
- 9. května – Tibor Honty, slovenský fotograf († 1. prosince 1968)
- 15. května – Sofija Jablonská, francouzská spisovatelka, novinářka, cestovatelka a fotografka ukrajinského původu († 4. února 1971)
- 18. května – Tošo Dabac, chorvatský fotograf († 9. května 1970)
- 20. května – Carl Mydans, americký fotograf, člen Farm Security Administration a časopisu Life († 16. srpna 2004)
- 17. června – Maurice Cloche, francouzský režisér, scenárista, filmový producent a fotograf († 20. března 1990)
- 20. července – Lilo Xhimitiku, albánský fotograf († 7. března 1977)
- 3. srpna – Lola Álvarez Bravo, mexická fotografka († 31. července 1993)
- 14. října – Bohumil Vančo, slovenský psycholog, umělec, vynálezce a fotograf († 25. října 1990)
- 7. listopadu – Mark Borisovič Markov-Grinberg, sovětský fotograf, výtvarný fotograf a fotoreportér zpravodajské agentury TASS († 1. listopadu 2006)
- 13. listopadu – Ole Friele Backer, norský válečný fotograf († 13. prosince 1947)
- 22. listopadu – Dora Maar, francouzská fotografka, malířka a básnířka, byla partnerkou Pabla Picassa († 16. července 1997)
- ? – Lucy Ashjianová, americká fotografka nejznámější jako členka newyorské skupiny Photo League († 1993)
- ? – Jaroslav Savka, ukrajinský fotograf, propagátor ukrajinské fotografie († 1972)
- ? – Kóró Hondžó, japonský výtvarný fotograf († 1995)
- ? – Oleg Knorring, ruský fotograf († 1968)
- ? – Vladimir Petrovič Grebněv, sovětský fotoreportér († 1976)
- ? – Władysław Sławny, polský fotograf († 1991)
- ? – Bożena Michaliková, polská umělkyně a fotografka poctěná čestnými tituly Artiste FIAP (AFIAP) a Excellence FIAP (EFIAP), piktorialismus (30. léta) přes mikro a makro fotografii a abstrakce v 50. letech. 20. století ke kreativní fotografii. Vytvořila novou fotografickou techniku zvanou „inverze“. (9. října 1907 Přemyšl – 1995)

## Úmrtí v roce 1907
- 10. ledna – Richard Maynard, kanadský fotograf (* 22. února 1832)
- 3. března – Auguste Maure, francouzský fotograf (* 4. prosince 1840)
- 2. května – Louise Abel, norská fotografka narozená v Německu (* 5. listopadu 1841)
- 30. května – Ottomar Anschütz, německý vynálezce, fotograf a chronofotograf (* 16. května 1846)
- 16. června – Louise Thomsenová, průkopnická dánská fotografka (* 26. února 1823)
- 9. července – Ludovico Tuminello, italský fotograf (* 17. června 1824)
- 17. července – Marie Magdalene Bullová, norská herečka a fotografka s ateliérem v Bergenu (* 25. října 1827)
- 3. srpna – Antonín Markl, český chemik, fotograf, odborný spisovatel a pedagog, majitel vlastního fotosalonu. Byl autorem první fotografické příručky v češtině a také prvním fotografem v českých zemích, který toto řemeslo začal odborně vyučovat. (* 22. ledna 1836)
- ? – Joseph David Beglar, arménsko-indický inženýr, archeolog a fotograf aktivní v Britské Indii (* 1845)
- ? – Henry James Johnstone, britsko-australský fotograf a malíř (* 1835)